# Vliegeniersbuurt (Den Haag)
Het bedrijventerrein Vliegeniersbuurt is een buurt gelegen in Den Haag. Deze buurt maakt deel uit van de woonwijk Hoornwijk. De Vliegeniersbuurt grenst aan de buurten Bosweide en Morgenweide en aan de wijk Ypenburg. 